# Пьюрский национальный университет
Пьюрский национальный университет (исп. Universidad Nacional de Piura) —государственное высшее учебное заведение в перуанском городе Пьюра.
Основан 3 марта 1961 года, как Технический университет Пьюра.
В 2010 году в университете обучались 11 907 студентов.
В рейтингах университетов занимает 35-м место в стране.

## Структура
В составе университета 14 факультетов, на которых готовят специалистов для многих отраслей народного хозяйства Перу:
- Факультет агрономии (специальности — агрономическая инженерия, сельскохозяйственная техника)
- Факультет архитектуры и урбанизма (специальности — архитектура, градостроительство)
- Факультет наук (специальности — биологические науки, статистика, математика, физика, электронная инженерия и телекоммуникации)
- Факультет административных наук (специальности — администрация, деловодство и др.)
- Факультет бухгалтерского учёта и финансовых наук (специальности — бухгалтерский учёт и финансы)
- Факультет социальных наук и образования (специальности — педагогика начального образования,

испанский язык и литература, история, география)
- Экономический факультет (специальности — экономика и планирование)
- Факультет права и политологии (специальности — юриспруденция, политология)
- Факультет промышленной инженерии (специальности — промышленная инженерия, агропромышленная техника и пищевая промышленность, компьютерная инженерия, мехатроника)
- Факультет гражданского строительства (специальности — гражданское строительство)
- Факультет рыбохозяйственной инженерии (специальности — рыболовство и переработка рыбы)
- Факультет горного дела (специальности — горная инженерия, геологическая инженерия, нефтедобывающая и перерабатывающая техника, химическая инженерия, экологическая инженерия)
- Медицинский факультет (специальности — медицина и уход)
- Факультет животноводства	(специальности — инженерное животноводство, ветеринарная медицина)